# Geelborstpieper
De geelborstpieper  (Anthus chloris) is een soort zangvogel uit de familie piepers en kwikstaarten van het geslacht Anthus.

## Verspreiding en leefgebied
Deze soort komt voor in Lesotho en Zuid-Afrika.